# Iglesia de la Natividad de Nuestra Señora (Lois)
La iglesia de la Natividad de Nuestra Señora es un templo católico del municipio español de Crémenes, en la provincia de León.

## Descripción
Construida a mediados del siglo XVIII, la iglesia se encuentra en la localidad leonesa de Lois, perteneciente al municipio de Crémenes, en Castilla y León.
El 30 de julio de 1992, el inmueble fue declarado Bien de Interés Cultural, con la categoría de monumento, en un decreto publicado el 5 de agosto de ese mismo año en el Boletín Oficial de Castilla y León, con la rúbrica del presidente en funciones de la Junta de Castilla y León, César Huidobro Díez, y el entonces consejero de Cultura y Turismo, Emilio Zapatero Villalonga.